# Rhangena
Rhangena là một chi bướm đêm thuộc họ Erebidae.